# Damernas 200 meter frisim vid världsmästerskapen i kortbanesimning 2022
Damernas 200 meter frisim vid världsmästerskapen i kortbanesimning 2022 avgjordes den 18 december 2022 i Melbourne Sports and Aquatic Centre i Melbourne i Australien.
Guldet togs av hongkongska Siobhan Haughey efter ett lopp på 1 minut och 51,65 sekunder. Silvret togs av kanadensiska Rebecca Smith och bronset togs av nederländska Marrit Steenbergen.

## Rekord
Inför tävlingens start fanns följande världs- och mästerskapsrekord:
|                   | Namn            | Nation   | Tid     | Ort                              | Datum            |
| ----------------- | --------------- | -------- | ------- | -------------------------------- | ---------------- |
| Världsrekord      | Siobhan Haughey | Hongkong | 1.50,31 | Abu Dhabi, Förenade arabemiraten | 16 december 2021 |
| Mästerskapsrekord | Siobhan Haughey | Hongkong | 1.50,31 | Abu Dhabi, Förenade arabemiraten | 16 december 2021 |

## Results

### Försöksheat
Försöksheaten startade klockan 11:05.
| Placering | Heat | Bana | Namn                     | Nationalitet                | Tid           | Noteringar    |
| --------- | ---- | ---- | ------------------------ | --------------------------- | ------------- | ------------- |
| 1         | 4    | 5    | Marrit Steenbergen       | Nederländerna               | 1.52,83       | 0Q0           |
| 2         | 5    | 4    | Siobhan Haughey          | Hongkong                    | 1.53,39       | 0Q0           |
| 3         | 4    | 3    | Erin Gemmell             | USA                         | 1.53,47       | 0Q0           |
| 4         | 5    | 3    | Barbora Seemanová        | Tjeckien                    | 1.53,67       | 0Q0           |
| 5         | 5    | 5    | Rebecca Smith            | Kanada                      | 1.53,85       | 0Q0           |
| 6         | 3    | 5    | Leah Neale               | Australien                  | 1.54,05       | 0Q0           |
| 7         | 5    | 7    | Taylor Ruck              | Kanada                      | 1.54,15       | 0Q0           |
| 8         | 3    | 4    | Madison Wilson           | Australien                  | 1.54,18       | 0Q0           |
| 9         | 5    | 6    | Hali Flickinger          | USA                         | 1.54,20       |               |
| 10        | 3    | 3    | Katja Fain               | Slovenien                   | 1.54,96       |               |
| 11        | 3    | 7    | Snæfríður Jórunnardóttir | Island                      | 1.55,34       | 0NR0          |
| 12        | 5    | 1    | Helena Bach              | Danmark                     | 1.55,79       |               |
| 13        | 4    | 2    | Valentine Dumont         | Belgien                     | 1.55,80       |               |
| 14        | 5    | 2    | Chihiro Igarashi         | Japan                       | 1.56,22       |               |
| 15        | 5    | 8    | Batbayaryn Enkhkhüslen   | Mongoliet                   | 1.56,46       |               |
| 16        | 4    | 6    | Stephanie Balduccini     | Brasilien                   | 1.57,09       |               |
| 17        | 4    | 7    | Elisbet Gámez            | Kuba                        | 1.57,11       | 0NR0          |
| 18        | 3    | 6    | Giovanna Diamante        | Brasilien                   | 1.57,44       |               |
| 19        | 3    | 8    | Caitlin Deans            | Nya Zeeland                 | 1.57,93       |               |
| 20        | 3    | 1    | Sofia Åstedt             | Sverige                     | 1.58,04       |               |
| 21        | 2    | 2    | Hur Yeon-kyung           | Sydkorea                    | 1.58,41       |               |
| 22        | 2    | 6    | Inés Marín               | Chile                       | 1.58,79       | 0NR0          |
| 23        | 2    | 3    | Merve Tuncel             | Turkiet                     | 1.59,32       |               |
| 24        | 2    | 5    | Martina Cibulková        | Slovakien                   | 2.02,20       |               |
| 25        | 2    | 4    | Iman Avdić               | Bosnien och Hercegovina     | 2.02,30       |               |
| 26        | 2    | 8    | Lucero Mejía             | Guatemala                   | 2.02,57       |               |
| 27        | 2    | 1    | Sasha Gatt               | Malta                       | 2.03,72       |               |
| 28        | 2    | 7    | Julimar Ávila            | Honduras                    | 2.04,28       | 0NR0          |
| 29        | 1    | 4    | Ani Poghosyan            | Armenien                    | 2.04,30       |               |
| 30        | 1    | 5    | Jehanara Nabi            | Pakistan                    | 2.06,32       |               |
| 31        | 1    | 3    | Kaltra Meca              | Albanien                    | 2.10,75       |               |
| 32        | 1    | 1    | Darýa Semýonowa          | Turkmenistan                | 2.12,43       |               |
| 33        | 1    | 6    | Lubaina Ali              | Suspended Member Federation | 2.13,65       |               |
| 34        | 1    | 2    | Charissa Panuve          | Tonga                       | 2.17,97       |               |
| 35        | 1    | 7    | Jhnayali Tokome-Garap    | Papua Nya Guinea            | 2.24,23       |               |
| 36        | 1    | 8    | Maha Al-Shehhi           | Förenade arabemiraten       | Startade inte | Startade inte |
| 36        | 3    | 2    | Zsuzsanna Jakabos        | Ungern                      | Startade inte | Startade inte |
| 36        | 4    | 1    | Laura Lahtinen           | Finland                     | Startade inte | Startade inte |
| 36        | 4    | 4    | Li Bingjie               | Kina                        | Startade inte | Startade inte |
| 36        | 4    | 8    | Gan Ching Hwee           | Singapore                   | Startade inte | Startade inte |

### Final
Finalen startade klockan 20:36.
| Placering | Bana | Namn               | Nationalitet  | Tid     | Noteringar |
| --------- | ---- | ------------------ | ------------- | ------- | ---------- |
| 1         | 5    | Siobhan Haughey    | Hongkong      | 1.51,65 |            |
| 2         | 2    | Rebecca Smith      | Kanada        | 1.52,24 |            |
| 3         | 4    | Marrit Steenbergen | Nederländerna | 1.52,28 |            |
| 4         | 3    | Erin Gemmell       | USA           | 1.52,56 |            |
| 5         | 6    | Barbora Seemanová  | Tjeckien      | 1.52,66 |            |
| 6         | 7    | Leah Neale         | Australien    | 1.52,84 |            |
| 7         | 1    | Taylor Ruck        | Kanada        | 1.52,88 |            |
| 8         | 8    | Madison Wilson     | Australien    | 1.53,39 |            |